# Ritratto di fanciulla (Petrus Christus)
Il Ritratto di fanciulla è un dipinto olio su tavola (29×22,5 cm) di Petrus Christus, databile al 1470 circa e conservato nella Gemäldegalerie di Berlino.

## Descrizione e stile
L'opera è uno dei migliori esempi di ritratto fiammingo del XV secolo e ritrae una fanciulla sconosciuta, di elevato rango sociale a giudicare dal suo abbigliamento. La mantella è infatti bordata di pelliccia, il collo è addobbato da un vistoso collier con oro e perle e in testa porta un alto cappello cilindrico in costoso velluto nero, con un drappo che lo tiene fermo sotto il collo. La fronte è molto alta, secondo la moda femminile del tempo che portava le donne a radersi.
La posa è tipicamente di tre quarti, lo sfondo scuro (ma non completamente neutro, con alcuni dettagli che indicano una parete all'interno di una stanza), il corpo rimpicciolito per esaltare lo sguardo che cerca un contatto psicologico con lo spettatore. La rappresentazione è estremamente essenziale e contrasta, come per gli altri grandi maestri fiamminghi, con la produzione sacra, più sfarzosa e ricca di dettagli descrittivi.
La scelta dei colori è semplice ed essenziale, caratterizzata da accordi di grande raffinatezza. La luce è radente ed illumina l'effigie come se si affacciasse da una nicchia, facendo emergere gradualmente i lineamenti e le sensazioni del personaggio. L'uso dei colori a olio, come tipico nella scuola fiamminga, permette poi un'acuta definizione della luce, con morbidissimi passaggi tonali, che riescono a restituire la diversa consistenza dei materiali.
L'opera è interessata da un'evidente craquelure sui colori chiari.